# بيتر بيلي (طبيب عسكري)
بيتر بيلي (بالإنجليزية: Peter Beale)‏ هو طبيب عسكري بريطاني، ولد في 18 مارس 1934.